# Saints and Sinners
Saints and Sinners er en amerikansk stumfilm fra 1916 af James Kirkwood, Sr..

## Medvirkende
- Estar Banks som Lydia
- Hal Forde som Fanshawe
- Clarence Handyside som Hoggard
- Peggy Hyland som Letty Fletcher
- William Lampe som George Kingsmill